# Corneel Seys
Corneel Seys (Anversa, 12 febbraio 1912 – 13 gennaio 1944) è stato un calciatore belga, di ruolo difensore.

## Palmarès

### Club

#### Competizioni nazionali
- Campionato belga: 2

Beerschot: 1937-1938, 1938-1939